# ورزشگاه کالینینگراد
ورزشگاه کالینینگراد (انگلیسی: Kaliningrad Stadium) یک ورزشگاه فوتبال در کالینینگراد، روسیه است.
ساختِ این ورزشگاه در سال ۲۰۱۵ آغاز شد و در آوریل ۲۰۱۸ تأسیس گردید. ورزشگاه کالینینگراد که دارای ۳۵٬۲۱۲ نفر ظرفیت می‌باشد، یکی از ورزشگاه‌های جام جهانی فوتبال ۲۰۱۸ است.

## جام جهانی فوتبال ۲۰۱۸
| تاریخ        | ساعت  | تیم #۱   | نتیجه | تیم #۲ | دور    | تماشاگران |
| ------------ | ----- | -------- | ----- | ------ | ------ | --------- |
| ۱۶ ژوئن ۲۰۱۸ | ۲۱:۰۰ | کرواسی   | ۲–۰   | نیجریه | گروه D | ۳۱٬۱۳۶    |
| ۲۲ ژوئن ۲۰۱۸ | ۲۰:۰۰ | صربستان  | ۱–۲   | سوئیس  | گروه E | ۳۳٬۱۶۷    |
| ۲۵ ژوئن ۲۰۱۸ | ۲۰:۰۰ | اسپانیا  | ۲–۲   | مراکش  | گروه B | ۳۳٬۹۷۳    |
| ۲۸ ژوئن ۲۰۱۸ | ۲۰:۰۰ | انگلستان | ۰–۱   | بلژیک  | گروه G | ۳۳٬۹۷۳    |